# Agamermis decaudata
Agamermis decaudata – gatunek nicienia z rzędu struńców (Mermithida), gatunek typowy rodzaju Agamermis.
Formy dorosłe tych obleńców żyją w glebie, gdzie dojrzewają i kopulują. Ich larwy przedostają się poprzez kutikulę do ciała szarańczaków, gdzie pozostają i rozwijają się.
Po pewnym czasie opuszczają swojego gospodarza i wędrują do ziemi, gdzie dochodzą do dojrzałości rozrodczej.